# Frode Bolhuis
Frode Bolhuis (1979) is een Nederlandse beeldende kunstenaar.

## Leven en werk
Op 16-jarige leeftijd trok Bolhuis naar Engeland, waar hij in de leer ging bij de beeldhouwers Edwin Russell en Lorne McKean. Hij studeerde aan St Oswald's Academy in Londen en vervolgde zijn opleiding in Nederland aan Academie Minerva in de stad Groningen. 
Bolhuis werkt sinds 2003 als zelfstandig beeldend kunstenaar in Amsterdam. Hij maakt vrijstaande sculpturen, waarbij hij diverse materialen (zoals brons en keramiek) combineert. Daarnaast houdt hij zich bezig met Land art, waarbij hij zo nu en dan samenwerkt met andere kunstenaars of landschapsarchitecten. Bolhuis is lid van de Nederlandse Kring van Beeldhouwers.

## Publieke collecties
Werk van Frode Bolhuis is onder andere te vinden in de openbare collecties van:
- Museum de Fundatie